# Avicola Buzău
Avicola Buzău este o companie producatoare de carne de pasăre din România.
Principalul acționar companiei este firma Aaylex Trading din București, care deține 66,85% din capital.
Acționarii Aaylex Trading sunt trei persoane fizice: Viorel Gavril Fetinca și Bogdan Gruia, care dețin, fiecare, 33,37% din acțiuni, și Bogdan Stanca, acesta având o participație de 33,25% din titluri.
Cei trei dețin și pachetul majoritar de acțiuni al Atena Development din București, firmă specializată în tranzacții imobiliare.
În anul 2007, capacitatea de producție a fabricii era 10.000 tone de carne abatorizată.

## Data înființării[3]
Avicola Buzău a fost înființată în 1982.

## Informații financiare[4]
| Ani  | Venituri  | Cheltuieli | Profit   | Inventar | Rezerve | Creanțe   | Datorii   | Banca și numerar | Angajați |
| ---- | --------- | ---------- | -------- | -------- | ------- | --------- | --------- | ---------------- | -------- |
| 2020 | 309306707 | 307612283  | 752555   | 48703221 | 0       | 126766977 | 356838434 | 5284196          | 669      |
| 2019 | 298090263 | 303240788  | -6683613 | 35969037 | 0       | 127990254 | 317559163 | 27027239         | 670      |
| 2018 | 277775465 | 275740499  | 1137115  | 46932586 | 0       | 91233632  | 223601519 | 1375328          | 584      |
| 2017 | 265575647 | 262097769  | 2580287  | 29213359 | 102000  | 98791833  | 204852593 | 612378           | 563      |
| 2016 | 291338170 | 285955849  | 3960819  | 34082879 | 107747  | 94693828  | 190134056 | 341414           | 583      |